# Franco Villa
Franco Villa (* im 20. Jahrhundert; † 12. Oktober 2009) war ein italienischer Kameramann.

## Leben
Villa war von 1961 bis 1988 an über 75 Filmen als Kameramann beteiligt. Er arbeitete beispielsweise mit Federico Fellini zusammen. Mit Fernando Di Leo machte er etliche Filme.

## Filmografie (Auswahl)
- 1961: I magnifici tre
- 1963: Maskenball bei Scotland Yard
- 1964: Heiße Spur Kairo-London (La Sfinge sorride prima di morire - Stop Londra)
- 1966: Jonny Madoc (Due once di piombo)
- 1967: Jonny Madoc rechnet ab (Pecos è qui: prega e muori)
- 1968: Bekreuzige Dich, Fremder (Straniero… fatti il segno della Croce!)
- 1968: Der Coup der 7 Asse (Sette volte sette)
- 1968: Den Geiern zum Fraß (All’ultima sangue)
- 1968: Ed ora… raccomanda l’anima a Dio!
- 1968: Prega Dio… e scavati la fossa!
- 1969: Django und Sartana, die tödlichen Zwei (Una lunga fila di croci)
- 1969: Sartana – Im Schatten des Todes (Passa Sartana… è l’ombra della tua morte)
- 1970: Quel maledetto giorno d’inverno
- 1970: Spiel dein Spiel und töte, Joe (Un uomo chiamato Apocalisse Joe)
- 1971: 1000 Dollar Kopfgeld (Il venditore di morte)
- 1971: Black Killer (Black killer)
- 1971: Django, eine Pistole für hundert Kreuze (Una pistola per cento croci)
- 1971: Era Sam Wallash… lo chiamavano “Così Sia”
- 1971: Halleluja pfeift das Lied vom Sterben (Giù le mani… carogna!)
- 1971: Der Mörder des Klans (Prega il morto e ammazza il vivo)
- 1972: Milano Kaliber 9 (Milano calibro 9)
- 1973: Crow (…E il terzo giorno arrivo il Corvo)
- 1971: Weihwasser Joe (Acquasanta Joe)
- 1980: Patrick lebt! (Patrick vive ancora)
- 1982: Sexorgien im Satansschloss (La bimba di Satana)